# Christian Beullac
Pour les articles homonymes, voir Haby.
 (novembre 2019).
Si vous disposez d'ouvrages ou d'articles de référence ou si vous connaissez des sites web de qualité traitant du thème abordé ici, merci de compléter l'article en donnant les références utiles à sa vérifiabilité et en les liant à la section « Notes et références ».
Christian Beullac est un homme politique français, né le 29 novembre 1923 à Marseillan (Hérault) et décédé le 16 juin 1986 à Paris.

## Biographie

### Jeunesse et études
Christian Beullac fait ses études secondaires à Nice, puis au lycée Champollion de Grenoble. Une fois le baccalauréat obtenu, il intègre des classes préparatoires scientifiques pour préparer le concours de l’École polytechnique. Il y est admis en 1943, et entre dans le corps des Ponts et Chaussées.
Il est également diplômé de l'École supérieure d'électricité et de l’École libre des sciences politiques,.
D'octobre 1944 à avril 1945, il participe en tant qu'officier, à la campagne d'Allemagne commandée par le Général Jean de Lattre de Tassigny.

### Parcours professionnel
Sa carrière commence en 1949. Il est successivement, de 1949 à 1952, adjoint au directeur de l'Électricité au ministère de l'Industrie, de 1952 à 1954, rapporteur général de la commission de l'énergie du IIe plan, de 1954 à 1955, attaché au cabinet du ministre de l'Industrie pour les questions énergétiques.
En 1955, il entre à la Régie nationale des usines Renault où il occupe différents postes jusqu'en 1976 : directeur général des fabrications en 1964, directeur général industriel en 1967, directeur général adjoint en 1971, directeur général en 1976.
Appelé au gouvernement par Raymond Barre, premier ministre de l'époque, il est Ministre du Travail de 1976 à 1978. Puis à la suite des Élections législatives françaises de 1978, il accepte, de 1978 à 1981, le portefeuille de l’Éducation nationale. 
Christian Beullac s'appuie en particulier sur les travaux de Jean Piaget, avec qui il travaille étroitement. Il ouvre l’école sur le monde de l’entreprise et réorganise, en 1979, la formation initiale des instituteurs. Cette formation, sur trois ans, devait être organisée conjointement par les écoles normales et les universités et sanctionnée par un diplôme universitaire de 1er cycle, un DEUG spécifique « enseignement du premier degré ». D’autre part, les Projets d’Action Culturelles, Techniques et Éducatives (PACTE) sont le premier pas vers l’autonomie des établissements (souhaitée par le général De Gaulle). Les PACTE deviendront les PAE (Projet d’Action Éducative). Il est également le créateur du Comité national de réflexion sur la professionnalisation de l'université (CNRPU).
Christian Beullac fait acheter par l'Éducation Nationale les tout premiers 6000 ordinateurs pour que les professeurs se forment à l'informatique dans les collèges et lycées. Cette première initiative ne sera reprise et étendue que beaucoup plus tard.
De 1981 à 1986, il est Directeur Général de la société internationale de conseil Euréquip.

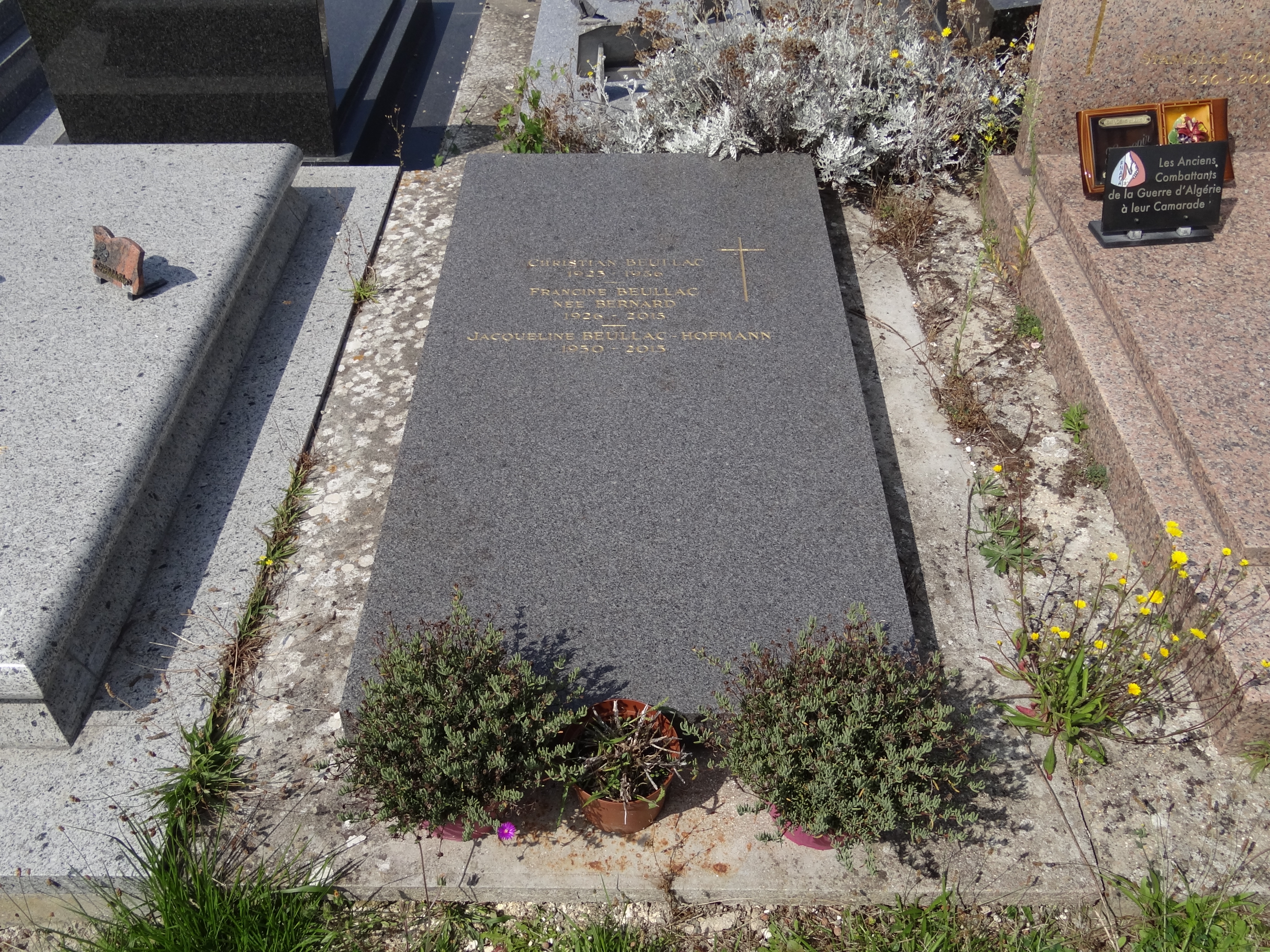
La tombe de Christian Beullac au cimetière de Villette (Yvelines).

## Fonctions gouvernementales
- Ministre du Travail du gouvernement Raymond Barre (1) (du 27 août 1976 au 30 mars 1977)
- Ministre du Travail du gouvernement Raymond Barre (2) (du 30 mars 1977 au 5 avril 1978)
- Ministre de l'Éducation nationale du gouvernement Raymond Barre (3) (du 5 avril 1978 au 22 mai 1981)

## Citations
- « Le ministre règne, mais ne gouverne pas » (lorsqu'il était en poste rue de Grenelle)[Origine : la famille de Christian Beullac][5]
- « Il n'y a pas d'éducation sans morale »[Origine : la famille de Christian Beullac][5]
- « Je n'attends pas de vous que vous obéissiez, mais que vous réussissiez, car l'esprit doit toujours l'emporter sur la lettre » (Origine : lettre de Christian Beullac, Ministre de l’Éducation Nationale aux recteurs et inspecteurs d'académie)